# Maryniwka (obwód mikołajowski)
Maryniwka (ukr. Маринівка) – wieś na Ukrainie, w obwodzie mikołajowskim, w rejonie wozniesieńskim, w hromadzie Domaniwka. W 2001 liczyła 2450 mieszkańców.

## Urodzeni
- Maksim Hrabowenko – radziecki wojskowy.
- Nikołaj Kirtok – radziecki lotnik wojskowy.